# Kreuzspiel
Kreuzspiel es una composición de Karlheinz Stockhausen escrita para oboe, clarinete bajo, piano y cuatro percusionistas. Fue compuesta en 1951, aunque más tarde fue revisada y reescrita para tres percusionistas, junto con otros cambios. Tiene el número 1/7  dentro del catálogo de obras del compositor.

## Historia
Stockhausen consideró a Kreuzspiel como su primera composición original, a diferencia de los ejercicios de imitación de estilo que hizo como parte de sus estudios musicales. Según el compositor, fue influenciado por Mode de valeurs et d'intensités (1949) de Olivier Messiaen y la Sonata para dos pianos de Karel Goeyvaerts (1950), y es uno de los primeros ejemplos de puntillismo en música. Kreuzspiel se estrenó en el Darmstädter Ferienkurse en el verano de 1952, bajo la dirección del compositor. Según Stockhausen, la interpretación «terminó en un escándalo».

## Análisis
Kreuzspiel ha sido analizada en su forma impresa con más frecuencia que cualquier otra obra de Stockhausen, aunque todas menos una se limitan a la primera de sus tres etapas.
Aunque la obra se describe con frecuencia (tanto por el compositor como por otros) como una composición «serial», Kreuzspiel no emplea un conjunto ordenado de doce tonos de manera referencial o recurrente. Más bien, utiliza un reordenamiento constante de conjuntos de doce elementos (tono enlazado, duración, dinámica y, en la versión original, ataque), un dispositivo a veces llamado «serialismo permutacional» (Howel). También usa un sistema permutacional de siete elementos de control de registro.
La composición consta de tres movimientos vinculados o "etapas". En la primera etapa, seis notas comienzan en el registro más alto y otras seis comienzan en el registro más bajo. Estas se mueven gradualmente hacia las cuatro octavas medias hasta que se logra una distribución equitativa de tonos en todo el rango en el centro del movimiento. Desde ese punto hasta el final del movimiento, el proceso se invierte, de modo que todas las notas llegan nuevamente a los dos registros extremos, solo las seis notas originalmente en la parte superior ahora están en la parte inferior, y viceversa. El segundo movimiento lleva a cabo un proceso formal similar, solo que comienza en el registro medio, se extiende a las siete octavas y luego se contrae nuevamente en el medio. El tercer movimiento superpone a los dos primeros.
El control compositivo de estas formas se determina en la primera etapa a través del parámetro de duración, mientras que en la segunda etapa el elemento dominante es el tono.

## Discografía
- 50 Jahre neue Musik en Darmstadt, vol. 1. Incluye Kreuzspiel (solo la 3.ª etapa, versión con cuatro percusionistas). Romolo Grano, oboe; Friedrich Wildgans, clarinete bajo; Irmela Sandt, piano; Hans Rossmann, Bruno Maderna, Willy Trumpfheller y Paul Geppert, percusiones; dirigido por Karlheinz Stockhausen. Grabado el 21 de julio de 1952. Grabación de CD. Col Legno WWE 1CD 31894. Múnich: Col Legno, 1996. También editado como parte de un conjunto de 4 CD, 50 Jahre neue Musik en Darmstadt . Col Legno WWE 4CD 31893 (caja); vol. 1: WWE 1 CD 31894; vol. 2: WWE 1 CD 31895; vol. 3: WWE 1 CD 31896; vol. 4: WWE 1 CD 31897. Múnich: Col Legno, 1996
- Stockhausen: Kreuzspiel ; Kontra-Punkte ; Zeitmaße ; Adieu. London Sinfonietta, dir. Karlheinz Stockhausen. Kreuzspiel grabado en Londres el 21 de marzo de 1973. Grabación LP. 12 pulg. Deutsche Grammophon 2530-443 (estéreo). [Hamburgo]: Deutsche Grammophon, 1974. Reeditado en CD en un acoplamiento diferente, como Stockhausen: Chöre für Doris ; Coral ; Drei Lieder ; Sonatina ; Kreuzspiel . Stockhausen Edición completa CD 1. Kürten: Stockhausen-Verlag, 2002.
- Passeport pour le XXe siècle: Voyage guidé par Pierre Boulez. Ensemble Intercontemporain, dirigido por Pierre Boulez . Grabado 1987-88. Ensemble Intercontemporain, dirigido por Pierre Boulez. L'oeuvre du XXe siècle. Grabado en París, IRCAM, 1987-1988. (Solo extracto de Kreuzspiel; con obras de Igor Stravinsky, Edgard Varèse, Anton Webern, Luciano Berio, György Ligeti y Pierre Boulez). Grabación en CD. Disques Montaigne WM 334 88 518. París: Disques Montaigne, 1989. [Música extraída de la serie de televisión de seis capítulos, Boulez xx e siècle, presentada por Jean-Pierre Cottet. Coproducción: FR3, la Sept, Caméras Continentales, IRCAM, Ensemble Intercontemporain y Centre Georges Pompidou, con el apoyo de la Caisse des Dépôts et Consignations y la participación del Centre National de la Cinématographie. Kreuzspiel ocurre en la parte 3, "Ritmo". ] Publicado nuevamente como Disques Montaigne 780518. El extracto de Kreuzspiel con material diferente reeditado en el disco 3 de D'un siècle à l'autre . Juego de 3 CD. (Con obras de Janáček, Mahler, Debussy, Sibelius, Ravel, Bartók, Stravinsky, Shostakovich, Schoenberg, Ives, Webern, Varèse, Berg, Messiaen, Dutilleux, Carter, Xenakis, Ligeti, Berio, Kagel, Harvey y Dusapin) Montaigne / Naïve MO 782096 (caja), disco 1: MO 782096-1, disco 2: MO 782096-2, disco 3: MO 782096-3. París: Montaigne / Naïve, 2000.
- Silbury Air. Sydney Alpha Ensemble (Linda Walsh, oboe; Sue Newsome, clarinete bajo; Stephanie McCallum, piano; Daryl Pratt, Alison Eddington y Alison Low Choy, percusión), dirigida por David Stanhope. Grabación de CD. ABC Classics 465 651-2. [Sydney]: Australian Broadcasting Corporation, 2000. (Además de Kreuzspiel, incluye obras de Harrison Birtwistle, Nigel Butterley, Luigi Dallapiccola y Don Banks)
- Musik in Deutschland 1950-2000 11, no. 1: "Instrumentale Kammermusik: Moderne Ensembles 1950-1970". Ensemble Avance y Ensemble Modern. Grabación de CD. BMG Ariola 74321 73619 2. [Múnich]: BMG-Ariola, 2005. (Además de Kreuzspiel, incluye obras de Stefan Wolpe, Rudolf Wagner-Régeny, Wolfgang Fortner, Herbert Brün, Paul Dessau, Friedrich Goldmann y Werner Heider)
- Karlheinz Stockhausen: Plus-Minus. Ives Ensemble (Esther Probst, oboe; Hand Petra, clarinete bajo; John Snijders, piano; Arnold Marinissen, Wilbert Grootenboer y Fedor Reunisse, percusión), dirigido por Richard Rijnvos. Grabado del 29 de junio al 2 de julio de 2002 en el Theatre Romein, Leeuwarden, Holanda. (Además de Kreuzspiel, incluye Stockhausen: Refrain y Plus-Minus). Grabación de CD. Hat Hut hat [ahora] ART 178. Basilea: Hat Hut, 2010.